# Fouriertransform (företag)
Fouriertransform AB är ett av svenska staten helägt riskkapitalbolag som bildades 2009, efter ett regeringsbeslut som fattades i december 2008 som en del i ett paket för att stärka den svenska fordonsindustrins internationella konkurrenskraft. Bolaget ägs till 100 procent av den svenska staten och har kapitaliserats med 3 miljarder kronor. Sedan ett regeringsbeslut 2013 om utvidgat investeringsmandat för Fouriertransform, investerar bolaget i och finansierar företag och kommersialiserbara utvecklingsprojekt inom svensk tillverkningsindustri. Till och med december 2013 har Fouriertransform investerat 1 miljard kronor i 20 bolag. Per Nordberg är VD för Fouriertransform AB.

## Verksamhet
Fouriertransform investerar kapital i tillverkningsrelaterade företag med produktion, forskning eller utveckling i Sverige. Företagen ska ha innovativa och kommersialiserbara produkter och tjänster med inriktning mot tillväxtmarknader. Fouriertransform går in som aktiv delägare i portföljföretagen och bidrar med kompetens, nätverk och ägarstyrning.
Fouriertransform har en investeringsram på 3 miljarder kronor, varav 1 miljard kronor investerats i 20 svenska företag till och med december 2013. Investerat belopp varierar mellan 10 Mkr och 230 Mkr. Investeringarna ska stärka den svenska tillverkningsindustrin och på sikt ge avkastning till staten.
Från januari 2017 lades Fouriertransform och Inlandsinnovation som dotterbolag till det 2016 bildade, av staten helägda, bolaget för riskkapitalinvesteringar Saminvest AB

### Investeringsstrategi
Fouriertransform investerar i alla delar av värdekedjan, från material till komponenter och eftermarknad. En investering kan äga rum i bolagets alla faser, från tidig till mogen fas.
Enstaka investeringar bör inte överstiga 5 procent av Fouriertransforms totala kapital. Generellt gäller dessutom en maximal ägarandel för Fouriertransforms insats på 49 procent i ett enskilt bolag.

### Investeringskriterier
Fouriertransforms investeringskriterier i sammanfattning:
- Innovativ produkt eller tjänst med tillväxtpotential på den svenska och den globala marknaden
- Attraktiv underliggande marknad med tillväxt och goda utsikter till lönsamhet
- Drivande ledning med fokus på bolagets tillväxt och lönsamhet
- Samarbete med industriella partners som kan stötta bolagets kommersialisering och expansion
- Goda avyttringsmöjligheter.

### Investeringar
Fouriertransform har till och med december 2013 beslutat om investeringar på totalt 1 miljard kronor i  20 bolag, varav 17 är aktiva investeringar.
Alelion Batteries AB
Utvecklar, producerar samt marknadsför energilagringssystem som bygger på litiumjonbatterier. Bolaget bildades 2006 och är certifierat enligt ISO 9001 och ISO 14001.
Applied Nano Surfaces Sweden AB
Bolaget bildades 2007 och arbetar med ytbeläggning för bland annat motordelar, för att sänka friktion och minska slitage av mekaniska komponenter.
ArcCore AB
Utvecklar och kommersialiserar mjukvaror som är kompatibla med Autosar (AUTomotive Open System ARchitecture), vilket är en internationell standard för mjukvara inom fordonsindustrin. Bolaget bildades 2009.
CeDe Group AB
Designar, utvecklar och tillverkar specialmaskiner för gruv- och anläggningsmarknaden.
EELCEE AB
EELCEE utvecklar, tillverkar och marknadsför kompositkomponenter till främst bilbranschen. Kompositmaterialet är återvinningsbart, rostfritt och kostnadseffektivt samt bidrar till sänkt fordonsvikt, vilket i sin tur sänker fordonens utsläppsnivåer. Verksamheten i Sverige byggdes upp 2012.
Elforest AB
Teknikkonsultföreteg inom elhybridteknik som bl.a. utvecklat världens första elhybriddrivna skogsmaskin. Skotaren har en patenterad spårföljning och hybriddrift som minskar bränsleförbrukning och koldioxidutsläpp samt minskar skador i skogen.
Jobro Plåtkomponenter AB
Tillverkar och säljer prototyper och korta produktionsserier i plåt till verkstadsindustrin, huvudsakligen fordonsindustrin. Utsågs till Årets företagare i Ulricehamns kommun (2012).
LeanNova Engineering AB
Bedriver tekniskt utvecklingskonsultarbete inom bland annat fordonskonstruktion. Bolaget grundades i februari 2012 och levererar tjänster i Sverige och internationellt.
Max Truck AB
Producerar och säljer den egentillverkade eldrivna gaffeltrucken Maxtruck 2T. Företaget grundades 2005.
Norstel AB
Utvecklar, tillverkar och marknadsför kiselkarbidbaserade lösningar till kraftelektronik för användning i bland annat hybridbilar, radarsystem och mobila basstationer.
Pelagicore AB
Teknik- och produktutvecklingsbolag som utvecklar och säljer open source-baserade mjukvaruplattformar för infotainmentlösningar inom bilindustrin.
PowerCell Sweden AB
Utvecklar, tillverkar och säljer ett patenterat bränslecellssystem som omvandlar diesel till el på ett effektivt och miljövänligt sätt. Bolaget bildades ur Volvo AB 2008.
SciBase AB
Medicinteknikbolaget SciBase, som grundades 1998, utvecklar och säljer en egenpatenterad metod för detektering av malignt melanom.
Smart Eye AB
Utvecklar och säljer eye tracking, kamerabaserade blicksensorer, till fordonsindustrin, bl.a. produkten Smart Eye Anti Sleep som kan upptäcka förarens ouppmärksamhet genom att studera ögonposition och ögonrörelser.
Rototest International AB
Utvecklar, tillverkar och säljer sedan 1988 testutrustning till fordonsindustrin, bland annat navkopplade dynamometrar.
TitanX AB
Företaget bildades i maj 2008 och levererar kylsystemlösningar, främst motor- och oljekylare, till tunga och medeltunga lastvagnar.
Vicura AB
Utvecklar transmissionssystem, elektriska drivlinor och kontrollsystem för fordonsindustrin och fartyg.

## Nyckelpersoner
Per Nordberg är Fouriertransforms VD sedan januari 2010. Lars-Olof Gustavsson (född 1943) är styrelseordförande sedan 2009. 
Vid årsstämman 2013 valdes följande styrelse till Fouriertransform:
| Namn                         | Födelseår | Befattning         | Vald år |
| ---------------------------- | --------- | ------------------ | ------- |
| Lars-Olof Gustavsson         | 1943      | Styrelseordförande | 2009    |
| Hasse Johansson              | 1949      | Ledamot            | 2009    |
| Karin Kronstam               | 1950      | Ledamot            | 2009    |
| Lars-Göran Moberg            | 1943      | Ledamot            | 2009    |
| Ulla-Britt Fräjdin-Hellqvist | 1954      | Ledamot            | 2009    |
| Christina Åkerman            | 1961      | Ledamot            | 2013    |
| Hanna Lagercrantz            | 1970      | Ledamot            | 2013    |

## Bakgrund
De svenska fordonstillverkarna och underleverantörerna tillhör en viktig bransch för Sverige och har traditionellt stått för en av landets största exportvarugrupper. Totalt sysselsätter detta industriella kluster årligen runt 140 000 personer.
Den starkt vikande efterfrågan på fordonsmarknaden hösten 2008 ledde till allvarliga problem för många företag verksamma inom fordonsindustrin. Det var skälet till att regeringen lade fram förslag till ett antal insatser riktade till fordonsindustrin, bland dem inrättandet av Fouriertransform AB, med tre miljarder kronor i eget kapital. Fouriertransforms uppdrag var att stödja svensk fordonsindustri genom att investera kapital och att vara aktiv ägare i företagen genom att tillföra kompetens till varje projekt.
Riktlinjerna för Fouriertransform AB anges närmare i regeringens proposition ”Staten som huvudman för bolag med verksamhet avseende forskning och utveckling och annan verksamhet inom fordonsklustret m m”. Beslut om bolagets bildande fattades i riksdagen 18 december 2008 och under våren 2009 rekryterades styrelseledamöter till bolaget.
I april 2013 beslutade regeringen att ge Fouriertransform ett utvidgat mandat till att utöver fordonsindustrin även omfatta investering och finansiering i forsknings- och utvecklingsverksamhet inom tillverkningsindustrin.

## Miljödebatt
Utifrån en miljösynpunkt har det förts diskussioner huruvida staten ska investera i denna industrin eller inte.